# 葡属马六甲
葡属马六甲是葡萄牙王国在（1511年至1641年）130年间占领的马六甲殖民地。

## 建立背景
马六甲首个国家的建立者是拜里米苏拉，他是一位在1396年为了对付敌人满者伯夷而离开三佛齐巨港（今苏门答腊岛）的王子。按照流行的传说（马来史记），拜里迷苏拉打猎时在一棵“马六甲树”下休息，他的一条狗将一只鼠鹿（又名小鼷鹿）逼到绝境。为了自卫，鼠鹿将狗踢进河里。拜里迷苏拉对鼠鹿的勇气印象深刻，因而决定在他坐的地方建立一个帝国，他就以在下面休息的这棵树的名字将这里命名为“马六甲”。往后马六甲的统治者都以马六甲城为中心，建立富裕的马六甲苏丹王朝。

### 葡萄牙侵略
1503年，葡萄牙王国在印度柯枝建立第一个在东方的商站后，从印度商人处得知马六甲是当时东南亚、印度和中国三角贸易的中心，引起了葡萄牙国王曼努埃尔一世的注意。1508年，葡萄牙国王派遣迪奥戈·洛佩斯·西奎拉海军上将（Sequeira Diogo Lopes de Sequeira）访问马六甲。西奎拉是第一个到达马六甲和东南亚的欧洲人，于1509年8月1日到达马六甲后，要求马六甲的统治者让葡萄牙作为在印度东部的代表进行贸易协定和建立商站。马六甲苏丹马末沙最初欢迎他，但麻烦随之而来。葡萄牙人占领印度果阿后，唤起了伊斯兰教和天主教之间普遍的对抗感。苏丹马末沙被国际穆斯林贸易团体说服，认为葡萄牙人是一个严重的威胁，因此拒绝葡萄牙人的贸易要求。苏丹马末沙随后策划袭击葡萄牙船只，但是袭击消息被人泄漏，西奎拉急忙率领两艘船只逃跑，而滞留在岸上的二十餘葡萄牙士兵则被俘虏。为日后葡萄牙的侵略留下口实。
1511年5月，葡属印度总督阿方索·迪·阿不奎以西奎拉被袭击事件，率领19艘船和1200名士兵，从果阿港口出发航行到马六甲。阿不奎要求马六甲苏丹释放所有葡萄牙囚犯并要求支付赔偿金，同时提出允许在马六甲建立葡萄牙的据点和炮台堡垒等若干请求。苏丹马末沙拒绝葡萄牙所有要求，双方谈判破裂。马葡双方随后爆发40天的战斗，马六甲于8月24日被葡萄牙攻陷，马六甲苏丹王朝灭亡。
苏丹马目沙和他的两名儿子退守柔佛，展开复国战争。阿不奎在占领马六甲后，动用数千名马来奴隶，试图建立永久的防御工事，以防御苏丹马末沙的反击。他设计并建造了一座堡垒，该堡垒建在苏丹宫殿的旧址上，位于河口东南方，四周是海岸边缘的山丘。阿不奎一直留在马六甲防御马来人的任何反攻，直到1511年11月。

## 葡属马六甲发展

### 占领期间

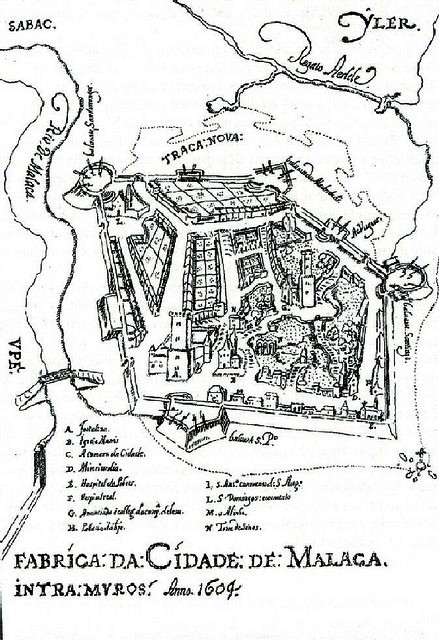
1604年，葡属马六甲堡垒图画

葡属马六甲作为欧洲基督教贸易国在东南亚的第一个基地，多年被众多新兴的穆斯林国家攻击和包围。苏丹马目沙退守柔佛巴莪后，企图夺回马六甲，但被葡萄牙军队击败，迫使苏丹马目沙逃往彭亨。由于彭亨苏丹阿都加米兒是马六甲苏丹满速沙的后裔，彭亨成为马末沙的强大后盾。马末沙多次骚扰马六甲的边陲地区，或抢劫葡萄牙船只。这些攻击行动激怒了葡萄牙军队，葡军在1520年进行报复行动，袭击苏丹马目沙的首都巴莪，迫使苏丹马末沙逃亡到賓坦島上建立基地，继续进行復国战争。葡军在1526年大举攻打宾丹岛，苏丹马末沙逃亡至苏门答腊岛的甘巴，1528年在当地逝世。苏丹马末沙的两名儿子各自建立了苏丹国，二子目扎法沙在1528年被派往霹雳建立霹雳苏丹国，三子阿拉烏丁二世则创立了柔佛苏丹国，继续跟葡萄牙作战。
葡属马六甲在1521年为了垄断苏门答腊岛北部的贸易和控制马六甲海峡，而出兵苏门答腊岛上的巴塞，但被当地崛起的亚齐苏丹国所击退。1537年9月，为阻止葡萄牙垄断贸易发展，亚齐首对马六甲发动攻势，开展历时百年的三角战争。葡属马六甲在这段时间里，基本上赖其坚固的堡垒防御，使其它攻击他的苏丹国无功而返，但其经济则受到严重破坏，加上葡萄牙的海盗式贸易政策，使马六甲的港口地位一落千丈。
16世纪后期，葡萄牙王国的殖民帝国由于海外政府的贪污和贿赂公行，加上葡萄牙本身国小民寡，不论在人力和财力上皆無法负担庞大的海外事业，而逐渐走向衰弱。1580年，葡萄牙王国沦为西班牙帝國的咐属国后，其海外殖民地完全遭到西班牙漠视。为了摆脱西班牙的统治，葡萄牙国内的反西情绪高涨，人民对于国内的政治投入更多的关注，而不再热衷于海外的殖民事业。

### 荷兰王国的到来
1580年，西班牙颁布禁止与新教国家之间通商的贸易政策，导致里斯本港口被封锁。1581年，荷兰王国脱离西班牙独立后，为了摆脱西班牙的贸易封锁政策，荷兰人亲自前往东方寻找香料供应，加入大航海时代。
1595年， 荷兰人到达爪哇以后，即成为葡萄牙强力的竞争对手，葡属印度总督也被严令，全力剿灭荷兰人。荷兰人运用外交手段，与东印度群岛上的土著共同对抗葡萄牙，于1599年正式占领万丹，成为香料的贸易根据地。在1601至1602年两次海战中，荷兰舰队成功击败葡萄牙舰队，为荷兰打下重要的基础。同年，荷兰成立荷兰东印度公司，以国家作为后盾，全力与葡萄牙竞逐东亚南的殖民地和争夺马六甲海峡的控制权。1605年，荷兰成功从葡萄牙手上夺下安汶，成为荷兰在东印度群岛的根据地之一。
为了占据马来半岛上的丰富资源，同时为了控制马六甲海峡，独霸东方的贸易的目的，荷兰人于1602年将势力伸入吉打，同时与在峇株沙瓦（Batu Sawar）建都的柔佛苏丹国通商。1606年，荷兰与柔佛签下盟约后，在5月17日，荷兰与柔佛首次联手围攻马六甲，最后被来自果阿的葡萄牙援军赶到而失败。荷兰人改变战略，透过一系列海战痛击葡萄牙舰队，令葡萄牙失去在马来半岛上的优势。1619年，荷兰人占领了爪哇的巴达维亚（现雅加达），即建立堡垒，取代安汶成为荷兰在东方的大本营，并逐渐控有马六甲海峡，达到封锁马六甲的目的。
从1635年开始，荷兰舰队在马六甲海峡成功截断葡萄牙的所有贸易，1636年后，马六甲的对外贸易转向万丹、亚齐、占碑和望加錫等自由港，以致马六甲市场惨淡，糧餉短缺，基本上沦为死港。

### 最后围攻
1639年，荷兰王国与柔佛苏丹国再次签下协议，重修旧好。1640年8月，荷兰舰队联同柔佛陆军再次围攻马六甲。葡属马六甲由于长期被封锁围攻，导致城内出现糧荒，无力抵抗荷柔联军的攻势，葡军只能躲在堡垒内坚守。1641年1月14日，荷兰发动总攻势，与柔佛联军成功占领各个重要据点后，葡属马六甲守将顾丁和（Coutino）忍痛接受荷兰提出的荣誉投降条件后，正式宣布投降，马六甲改由荷兰占领。

## 政治制度

### 行政制度
葡萄牙王国为了有效管理其庞大的殖民帝国，随着殖民统治的鞏固而逐渐形成一整套的殖民征服机构。葡属马六甲的最高统治者是葡萄牙国王，但由于葡萄牙和马六甲距离遥远，故由葡属印度总督作为葡萄牙国王的海外代理，负责管理各海外殖民地的大小地方官员。马六甲最高行政长官由葡萄牙国王任命，但受葡属印度总督管辖，任期三年。葡属马六甲周边因为战事频仍，因此总督职位大多由具有相当威望和指挥能力的贵族担任。这也造成葡属印度方面无法完全掌握马六甲，无形中使马六甲总督有独攬一切的权力。
马六甲总督之下设有执行长、市长、司法首长、参事会与民间的同善堂（Misericordia）等机构，专事处理民政事物。参事会由6名参事，如执行长、市长、司法首长、同善堂代表及马六甲大主教等组成，以管理马六甲的财政、城市清洁、公共建筑等。同善堂是慈善机构，其任务是扶老济贫，照顾孤儿和犯人。
葡萄牙也沿用一些马六甲苏丹王朝的官职，协助管理外籍侨民、当地民族和一些特殊地区的管理。这些职务有宰相，由葡萄牙国王任命，管理马六甲的亚洲籍外僑；港务官，协助管理来往船舶、接待来使，引见马六甲总督；天猛公， 由葡属印度总督委任一名葡萄牙人担任，属终身制，专门管理南宁 和林茂的米南加保人和马来民族。
葡萄牙也聘人独创甲必丹制度，由各不同族群出任，负责处理民族内部纠纷，战争时负责维护地方治安。此制度往后也被荷兰人所承袭。

### 军事制度
在军事制度上，马六甲总督之下设有总司令（Captain General）和副司令二职，总司令是最高的军事长官，也由葡萄牙国王任命，同样由葡属印度总督管辖，有时也兼任总督头銜。总司令除了负责军事指挥之外，也负责处理属下士兵的案件。副司令则由葡属印度总督委任。马六甲总督本身的军事裁决权很小，所有与作战有关的事务都需要与副司令（即印度总督）商量，以防止马六甲总督的独断专行。另设有海军统领及各级官兵等。
葡萄牙本身因国小寡民和资源有限的情况下，在大肆扩张海外殖民事业的同时，为了维护海外利益，採用最有效和最方便节省的方法，就是修筑堡垒。葡军利用坚固的堡垒，能以较少量兵力达到防护作用，以坚持到葡属印度的援兵到来。葡萄牙占领马六甲以后，阿方索·迪·阿不奎立刻动用数千名马来奴隶，建立半永久性的防御工事。阿不奎下令在圣保罗山沿海滨之地，建立坚守的围城堡垒，堡垒城墙厚达3米，四周共筑有8个炮台，城堡一面迎海，三面被马六甲河围绕。葡萄牙也拆毁山上的清真寺和马六甲历代苏丹的陵墓，利用它们的石塊建立一道环绕著山的护城墙和塔樓。这座堡垒称为法摩沙，号称“东南亚最大和最坚固的堡垒”。葡萄牙占领马六甲的130年间虽然遭遇多次外来攻击，但都无法被攻破，直到1641年才被荷兰王国和柔佛联军打败。堡垒内的驻军一般是300人，最多不到500人。

### 商业政策

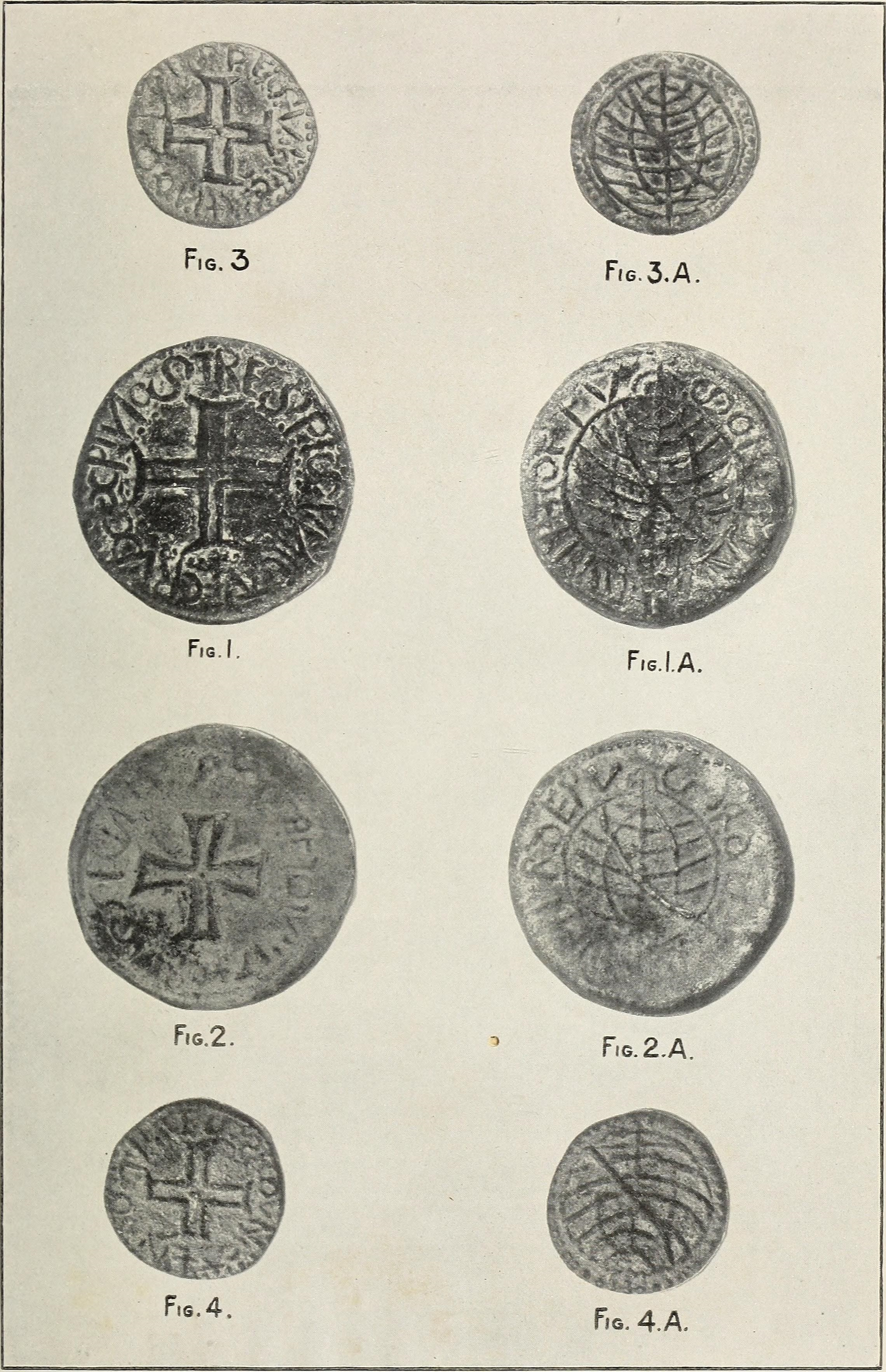
1900年，在马六甲河口附近的发掘中发现了曼努埃尔一世（1495-1521）和若昂三世（1521-1557）时期的葡属马六甲锡币。

葡萄牙人在占领马六甲后，为了使马六甲成为商业繁荣的港口，使积极遣使到中国、暹罗、缅甸等地，建立密切的商业关系。葡萄牙也派遣舰队前往爪哇、苏门答腊、婆罗洲与东印度群岛等地，並建立根据地，迫使该区域的香料贸易及所有商船，都集中到马六港口以便控制与垄断。此外也鋳造新币，以稳定币制，促进商业发展。但是，葡萄牙实行专制的垄断贸易政策，严重破坏马六甲的国际港口地位，使其商业一落千丈。
葡萄牙为垄断马六甲海峡的贸易，实行海盗式的强迫靠港和关税政策。除了沉重的课税和强迫商人将物品便宜卖给葡属马六甲之外，葡萄牙也设有其他名目繁多的费用，如人头税、许可证费、停港费等，即使不卸货上岸也要缴税。除了进入马六甲港口贸易的商船都要抽取高额关税外，葡萄牙还强迫所有通过马六甲海峡的商船都必须进入马六甲港口。对于不顺從的船只，葡萄牙也会禁止其船只进入马六甲海峡，同时取消与马六甲贸易的权力。葡萄牙也恃其强大的舰队，追击不顺從的商船，焚烧船只，並没收货物，部分印度船员甚至沦为奴隶。这种海盗式的行径，使各国的商船将进入马六甲海峡视为畏途。

## 宗教与文化
葡萄牙在马六甲实行歧视性政策，极力排斥伊斯兰教，宣扬天主教。葡萄牙在占领马六甲后，即强迫所有伊斯兰教徒改教，并对伊斯兰教徒进行驱逐和杀戮，同时沒收、抢劫他们的财物，並实行宗教裁决。此举迫使伊斯兰教徒集中到亚齐和柔佛，成为抗击葡萄牙人的主力。
马六甲成为葡萄牙宣扬天主教的基地后，在各區兴建教堂，积极传播天主教，并拆毁建在山上的马六甲王宫，在舊址上兴建聖保罗教堂。葡萄牙将马六甲分成8个教区，建有4个修道院和16间教堂。
葡萄牙在马六甲早期的传教效果并不显著，直到耶稣会的圣方济·沙勿略的到来，天主教的传播才有较大的成效。圣方济曾3次到访马六甲（1545年、1550年和1553年），他在1545年初次抵达马六甲后，倾力传播天主教，对马来半岛的宗教文化产生重大影响。圣方济是天主教最出色的传教士之一，他通过创办学校、建立教堂、慰问病人、教育儿童、感化贪污枉法的官员等善举，受到信徒的仰慕，在全盛时期，马六甲的天主教徒高达7400人圣方济也通过将祈祷文和聖训翻译成马来文等方式，使葡萄牙语文也混进了马来语文当中，丰富了马来西亚的文化和语文词汇。

### 移民政策
为了增加海外军员，葡萄牙往往允许並鼓励海外殖民地的葡萄牙人与当地婦女通婚，此举除了可以获得兵员和水手的補充外，也能起到促进种族之间感情。葡属马六甲的通婚政策使得马六甲产生巫裔与葡萄牙的混种族群。他们的后裔今天仍然在马来西亚有分布，称为克里斯坦人。
葡萄牙还通过许多称为Orfãsd'El-Rei的孤儿运往非洲和印度海外的葡萄牙殖民地以及葡属马六甲。 Orfãsd'El-Rei直译为“国王的孤儿”，他们是被送到海外殖民地嫁给葡萄牙定居者的葡萄牙女孤儿。

## 城防堡垒

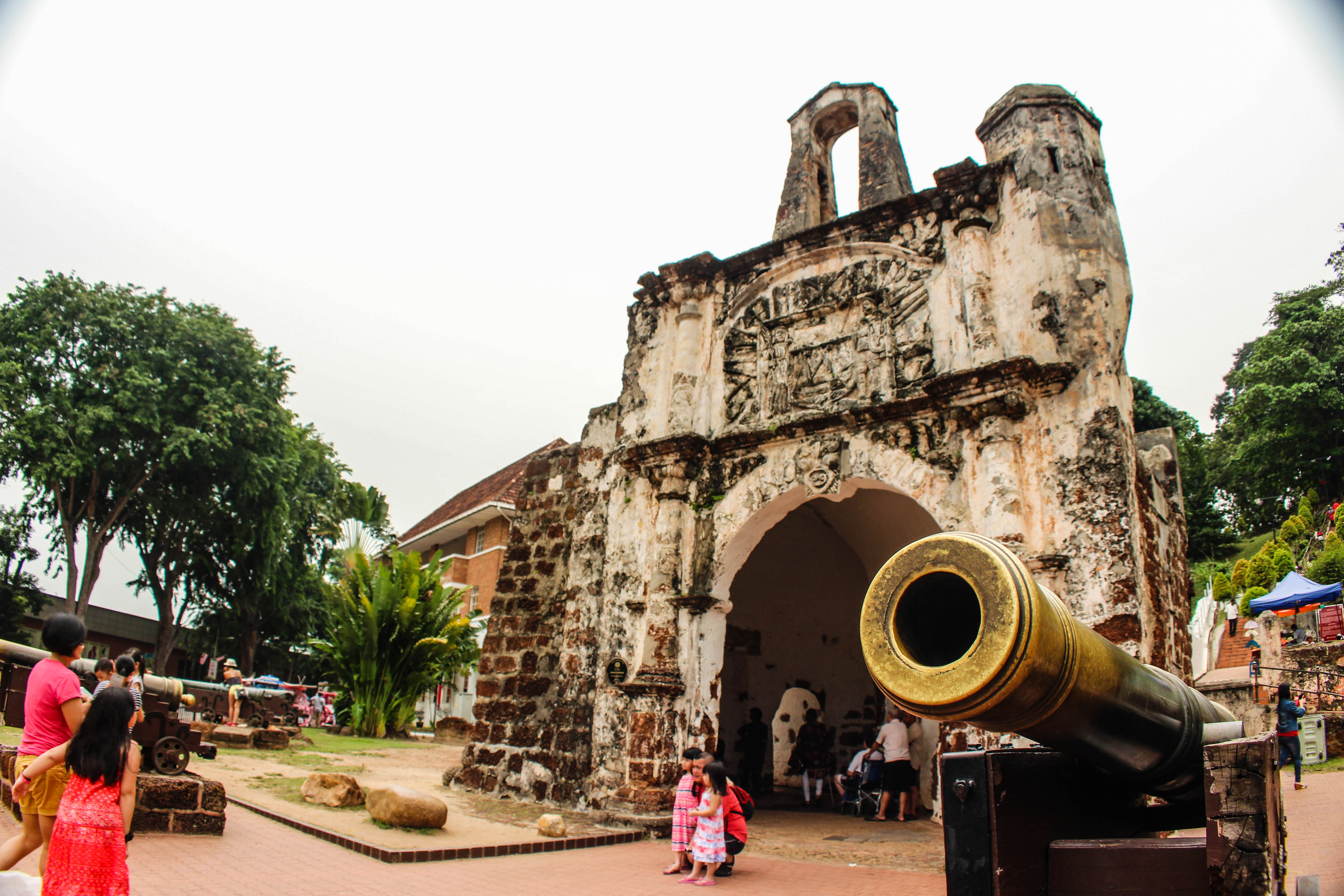
葡萄牙建立的圣地亚哥城堡，后被英国人炸毁只剩下城门部分，现在称为法摩沙城堡

马六甲一系列堡垒的早期核心是一个叫做Fortaleza de Malaca的四边形塔，测量为每侧10 英尋，高度为40 英尋。堡垒的核心建筑在圣保罗山山脚下，城堡内有总督府、主教堂、国家政务会礼堂、慈善会礼堂和医院。在其东部建造了一个由灰泥和石头制成的圆形墙，在围墙中间设有一口井。多年来，葡萄牙陆续加固堡垒城墙，最远的城墙向最南端的海角，最靠近福塔雷萨的西部。在这一点上，两座城墙以彼此成直角的方式沿海岸排列。一个向北向河口延伸，与圣佩德罗堡垒的长度为130英寻，而另一个则向东弯曲，在75英寻后向内弯曲，在圣地亚哥的大门和堡垒终止。从圣佩德罗（SãoPedro）的堡垒开始，城墙向东北方向延长150 英寻，经过海关大楼露台（Custom House Terrace）门户，该堡垒终止于要塞（São Domingos）堡垒的最北端。从圣多明各的门户，一处土垒向东南方向延长了100英寻，一直到马德雷德（Matre de Deus）的堡垒结束。从这里开始，从圣安东尼奥（SantoAntónio）的大门开始，经过维尔京的堡垒，城墙在圣地亚哥的大门处结束。 

### 城门
堡垒为城市建立了四个城门； 
- 圣地亚哥城门
- 海关露台的城门
- 圣多明各城门
- 圣安东尼奥士城门

在这四个门户中，只有两个是通用的并且可以通行：圣安东尼奥之门与郊区相连，以及海关大楼露台的西门，可通往集市。

### 堡垒后续
堡垒在葡荷殖民时代存在了将近300年。到1806年以后，英国人不愿维持这座堡垒，命令其缓慢销毁。堡垒在大英帝国殖民时期几乎全部被拆毁，但由于斯坦福·莱佛士爵士在1810年访问了马六甲的及时干预，部分堡垒遗迹得以保存。最早的葡萄牙堡垒中仅有存下的一部分是圣地亚哥城门，现在称为法摩沙城堡。

## 葡萄牙马六甲总督
马六甲由总督（少校上尉）任职，任期三年，总督名单如下：
| 总督人物                           | 上任 | 解任 |
| ---------------------------------- | ---- | ---- |
| Rui de Brito Patalim               | 1512 | 1514 |
| Jorge de Albuquerque （第1次上任） | 1514 | 1516 |
| Jorge de Brito                     | 1516 | 1517 |
| Nuno Vaz Pereira                   | 1517 | 1518 |
| Afonso Lopes da Costa              | 1518 | 1519 |
| Garcia de Sá （第1次上任）         | 1519 | 1521 |
| Jorge de Albuquerque （第2次上任） | 1521 | 1525 |
| Pero de Mascarenhas                | 1525 | 1526 |
| Jorge Cabral                       | 1526 | 1528 |
| Pero de Faria                      | 1528 | 1529 |

## 備註
1. ↑  南宁（Naning），森美兰境内的一个小邦，因不满被葡萄牙剝削而联合柔佛苏丹国长年反抗葡萄牙。
2. ↑  葡属马六甲时代，城市人口平均1万人左右，7400人在当时已经是占马六甲8成人口。